# Musca pattoni
Musca pattoni är en tvåvingeart som beskrevs av Austen 1910. Musca pattoni ingår i släktet Musca och familjen husflugor. Inga underarter finns listade i Catalogue of Life.